# Skyler White
Pour les articles homonymes, voir White.
Skyler Lambert White est un personnage majeur de la série Breaking Bad créée par Vince Gilligan. Elle est interprétée par Anna Gunn et doublée en version française par Nathalie Régnier.
L'actrice Anna Gunn fut récompensée à deux reprises comme "meilleure actrice dans un second rôle" pour son rôle de Skyler White lors des cérémonies des Primetime Emmy Awards de 2013 et 2014.

## Biographie fictive
Skyler White est une mère de famille, somme toute banale, qui vit auprès de sa famille. Elle perçoit un maigre salaire, puisqu'elle travaille comme comptable pour la société Albuquerque Beneke Fabricators, tente d'écrire des nouvelles et réalise de la vente sur eBay. 
Elle et son mari, Walter White, ont un fils, Walt Jr. , atteint de paralysie cérébrale, et une petite fille, Holly. Sa sœur, Marie, est mariée à un agent de la DEA, Hank Schrader. Skyler a environ onze ans de moins que Walt, qu'elle a rencontré lorsqu'elle était serveuse dans un restaurant près de l'ancien lieu de travail de Walt, le laboratoire national de Los Alamos. 

### Saison 1
Au début de la série, Skyler est alors enceinte de Holly depuis quelques mois. Lorsque Walt reçoit le diagnostic de son cancer du poumon en phase terminale, il n'en parle pas à sa famille. Et lorsque Skyler finit par apprendre le diagnostic, elle est à la fois dévastée par la nouvelle et indignée que Walt n'ait rien dit. Leur relation devient alors tendue, à la fois en raison de la réticence de Walt à se faire soigner et de ses absences inexpliquées après son diagnostic. Skyler découvre le lien de Walt avec son ancien élève, Jesse Pinkman, et confronte Jesse chez lui pour tenter d'obtenir des réponses sur les activités de Walt. Face à sa découverte, Walt prétend seulement que Jesse lui vend de la marijuana. En réalité, à l'insu de Skyler, Walt a commencé à cuisiner de la méthamphétamine avec Jesse afin d'assurer la sécurité financière de sa famille après sa mort.
Skyler fait également face à d'autres problèmes. Lorsque Marie offre un diadème en or blanc de grande valeur comme cadeau pour la fête de naissance de Holly, Skyler tente de le rapporter à la bijouterie. Sur place, elle apprend que sa sœur est une kleptomane, et qu'elle avait volé le bijou. Skyler est détenue par le propriétaire du magasin et échappe à l'arrestation seulement après avoir simulé des douleurs liées à sa grossesse. L'incident cause de graves problèmes dans la relation de Skyler avec Marie, qui nie catégoriquement qu'elle ait fait quelque chose de mal. 

### Saison 2
Lorsque Walt est kidnappé par l'influent trafiquant de drogue mexicain Tuco Salamanca, sa famille, ignorant le lien avec les activités criminelles de Walt, organise une campagne de recherche. Lorsque Walt est de retour, il simule un «état de fugue», affirmant n'avoir aucun souvenir des derniers jours. La relation entre Skyler et Walt continue de se dégrader à cause des absences continues de ce dernier. Skyler refuse alors de lui parler. Elle est également perturbée par la réticence de Walt à propos de la collecte de dons menée par son fils pour les traitements contre le cancer de Walt.
Ignorant toujours le trafic de méthamphétamine mené par Walt, Skyler pense que sa maladie a mis à rude épreuve les finances de la famille et retourne à son ancien travail en tant que comptable pour Ted Beneke, dont les avances sexuelles l'avaient auparavant amenée à démissionner. Elle compte de plus en plus sur Ted pour son soutien émotionnel alors que son mari s'éloigne ; elle dissimule également à contrecœur les preuves de fraude fiscale de Ted. Peu de temps après, Skyler donne naissance à une fille, Holly. Walt est absent : il est contraint de comparaître pour une transaction de méthamphétamine avec le chef de file de la drogue Gus Fring (Giancarlo Esposito).
Lorsque Skyler suspecte Walt de posséder un deuxième téléphone portable, Walt nie catégoriquement. Cependant, alors que Walt est médicamenté avant la chirurgie du cancer, il indique le contraire en répondant, "Lequel?", quand Skyler demande s'il a emballé son téléphone portable. Après que Walt se soit rétabli, Skyler le confronte à ce sujet et le quitte parce qu' il ment.

### Saison 3
Dans la troisième saison, Walt a quitté le domicile familial. Un jour, Skyler lui rend visite dans son appartement, lui faisant part de ses soupçons sur son implication dans le trafic de drogue. Walt admet qu'il cuisine de la meth. Skyler demande le divorce en échange de son silence sur ses activités criminelles. Elle ne veut pas non plus que ses enfants découvrent la double vie de leur père, et craint aussi qu'une éventuelle arrestation de Walt ne ruine la carrière de Hank, agent de la DEA. Elle exige également que Walt quitte la maison familiale.
Skyler permet cependant à Walt de prendre soin de Holly et défend certaines de ses actions auprès de son avocat, qui lui conseille de quitter Walt immédiatement. Elle découvre plus tard que Walt a signé leur divorce et a quitté la maison pour de bon. Lorsque Ted arrive chez elle et tente de clarifier la nature de leur relation, elle refuse de répondre et lui demande de partir.
Après que Hank ait été gravement blessé lors d'un coup raté par le cartel mexicain, Skyler avoue à Marie que Walt a gagné des millions de dollars. Elle indique cependant que ce serait grâce à une stratégie lors de jeux de blackjack clandestins et propose alors de payer la thérapie physique de Hank. Elle avoue plus tard à Walt qu'elle n'a jamais envoyé les papiers du divorce, commençant lentement à se frayer un chemin dans ses activités criminelles en lui rappelant que les époux ne peuvent pas être forcés de témoigner les uns contre les autres. Skyler suggère à Walt de blanchir l'argent de la drogue en acquérant la station de lavage où il travaillait auparavant, et propose d'en gérer les comptes.

### Saison 4
Skyler achète le lave-auto et commence à blanchir l'argent de la drogue de Walt. Elle et Walt ont finalement eu des relations sexuelles pour la première fois depuis des mois et commencent lentement à reconstruire leur relation. 
Malgré cela, elle commence à le craindre et craint que ses enfants soient en danger. Un jour, elle est tellement prise de panique qu'elle envisage de fuir avec Holly. Lorsque Ted est gravement blessé lors d'une rencontre avec les associés de Walt, elle se sent responsable. Elle utilise alors l'argent de la drogue de Walt pour payer les taxes de Ted, puis envoie deux associés de Saul Goodman, l'avocat de Walt, pour s'assurer que Ted n'utiliserait l'argent que pour le remboursement de ses dettes. Cependant, comme effet secondaire des actions de Skyler pour Ted, Walt se retrouve sans argent alors qu'il souhaite payer un homme recommandé par Saul, spécialiste pour faire disparaître des individus et créer de fausses identités. Walt souhaitait alors disparaître avec sa famille pour une nouvelle vie. Plus tard, lorsque Hank et Marie sont sous garde protectrice à leur domicile, Skyler, Holly et Walter Jr. les rejoignent. Lorsqu'elle voit aux informations que Gus Fring a été tué, elle passe un coup de fil paniquée à Walt, qui l'informe calmement qu'il a "gagné"; elle se rend alors compte que Walt l'a tué. 

### Saison 5
Partie I
Après la mort de Fring, Skyler est terrifiée par Walt, ainsi que par la perspective d'aller en prison en tant que complice. Elle s'énerve devant Marie à la station de lavage et tombe dans un état de dépression profonde. Au cours d'un dîner tendu avec Hank et Marie, elle met en scène une tentative de suicide dans le but de convaincre les Schrader de prendre temporairement la garde des enfants. Skyler indique clairement à Walt qu'elle fera tout ce qu'elle peut pour les garder hors de la maison jusqu'à ce que son cancer du poumon le tue. 
Walt explique sa détresse émotionnelle aux Schrader comme l'effet d'une grave discorde conjugale, et il expose la liaison de Skyler avec Ted comme raison du mal-être de la famille. Cela entache la relation de Skyler avec Marie, et kyler est maintenant effectivement prisonnière dans sa propre maison. Alors qu'elle continue de blanchir de l'argent grâce à la station de lavage, son attitude envers Walt se transforme en une haine à peine dissimulée. Skyler amène finalement Walt dans un casier de stockage rempli de millions de dollars en espèces, le convaincant de quitter le commerce de la drogue, car ils ont maintenant plus d'argent qu'ils n'en auront jamais besoin.
Partie II
Quand Hank découvre que Walt est un pilier de la drogue et du trafic de méthamphétamine, il se rend chez Skyler en supposant qu'elle a été forcée de se taire, mais elle refuse de témoigner. Marie, de son côté, est scandalisée d'apprendre que Skyler était au courant des activités de Walt avant que Hank ne soit tué, lors d'une tentative d'arrestation de Walt. Skyler, pensant que Walt est le tueur, exige qu'il quitte leur maison et le menace avec un couteau. Une altercation physique s'ensuit interrompue par l'intervention de Walter Jr., qui appelle le 911. Walt réplique en quittant le domicile avec sa fille Holly, ignorant les appels désespérés de Skyler pour qu'il s'arrête. Ce soir-là, Walt appelle Skyler, alors que la police surveille l'appel et l'exonère efficacement de ses méfaits sous le couvert d'une tirade en colère. Il laisse Holly à une caserne de pompiers.
Alors qu'une chasse à l'homme nationale est lancée pour Walt, Skyler est interrogée par les procureurs fédéraux sur ses allées et venues. L'un des associés de Walt, Todd Alquist, fait irruption avec son gang dans la maison et menace de tuer Skyler et ses enfants si elle parle.
Quelques mois plus tard, Walt apprend que Skyler travaille comme répartitrice de taxi et utilise son nom de jeune fille ; Aucune date judiciaire n'a été fixée. Skyler et ses enfants ont quitté la maison, qui est maintenant abandonnée. Après que Walt est aperçu à Albuquerque, Marie appelle sa sœur pour l'avertir. Mais Walt est déjà à la maison et a une longue conversation avec Skyler, qui est toujours en colère contre lui mais n'a pas révélé qu'il était là à Marie et ne fait aucun mouvement pour contacter les forces de l'ordre. Skyler comprend que Walt planifie une mission suicide contre les personnes qui ont tué Hank. Alors qu'elle pense que Walt va lui donner son argent de la drogue restant (qu'il a en fait forcé les Schwartz à blanchir pour lui) elle lui dit qu'elle et Flynn (Walter Jr.) n'en veulent pas. Walt avoue que tous ce qu'il a fait était en réalité pour lui et non pour le bien de sa famille. Il lui remet ensuite un billet de loterie avec les coordonnées de la tombe de fortune dans laquelle Hank est enterré.
Skyler permet ensuite à Walt de voir Holly une dernière fois avant de partir pour toujours.